# Carpias ichthyoxenos
Carpias ichthyoxenos är en kräftdjursart som först beskrevs av Théodore Monod 1961.  Carpias ichthyoxenos ingår i släktet Carpias och familjen Janiridae. Inga underarter finns listade i Catalogue of Life.